# Pere Pons
Pere Pons Riera (ur. 20 lutego 1993 w Sant Martí Vell) – hiszpański piłkarz występujący na pozycji pomocnika w Deportivo Alavés.